# Cadillac XT5
La Cadillac XT5 est un SUV produit par le constructeur automobile américain Cadillac à partir de 2016 aux États-Unis pour remplacer le Cadillac SRX. Il vise à concurrencer le BMW X3 et le Mercedes-Benz Classe GLC. Il est présenté au Salon automobile de Dubaï en novembre 2015.

## Aperçu
Le XT5 est doté d'une technologie telle qu'un rétroviseur vidéo en streaming, une caméra de recul à 360 ° et la première application sur une Cadillac du GM Precision Shift électronique, qui remplace le levier hydraulique standard par un contrôleur électronique. Ceci, combiné à un nouveau châssis léger, permet une économie de poids de 278 lb (126 kg) par rapport au SRX sortant.

### Groupe motopropulseur
Le XT5 est initialement disponible avec un seul moteur, selon le marché. Aux États-Unis, il possède un V6 de 3,6 litres utilisé dans d'autres modèles Cadillac récents, produisant 310 ch (231 kW) et 367 N m. Le V6 comprend un arrêt-démarrage automatique et une désactivation des cylindres pour améliorer l'économie de carburant. En Chine, le XT5 est propulsé par un moteur 4-cylindres turbocompressé de 2,0 litres produisant un couple estimé à 258 ch (192 kW) et 400 N m. Le XT5 est disponible en traction avant et en traction intégrale. Le système 4x4, fourni par GKN Driveline, est complètement nouveau pour ce modèle et utilise des fonctionnalités telles que le différentiel à double embrayage sur l'essieu arrière avec vectorisation active du couple, permettant au système de distribuer 100% du couple à l'essieu avant ou arrière ainsi qu'aux roue arrière gauche ou droite. En plus de cela, le système 4x4 permet au conducteur de déconnecter l'unité d'entraînement arrière et de laisser la voiture en mode traction pour une meilleure efficacité énergétique,.

### Niveaux de finition
Le XT5 de 2017 est offert en quatre niveaux de finition. Au-dessus de la finition de base du XT5 se trouvent «Luxury», «Premium Luxury» et la gamme «Platinum». Aux États-Unis, le prix de base du XT5 de 2017 à traction avant d'entrée de gamme était de 38 995 $.

### Mise à jour de 2020
Pour l'année modèle 2020, le XT5 a reçu plusieurs mises à jour en milieu de cycle. Les niveaux de finition ont changé pour la stratégie "Y" de Cadillac, avec la finition Luxury comme base, et les finitions Premium Luxury et Sports comme niveaux supérieurs séparés. Le design extérieur n'a subi que des modifications mineures, avec une nouvelle calandre à motifs métalliques brillants sur la finition Premium Luxury et une nouvelle calandre plus sombre sur la finition Sport.
Le tout nouveau moteur I4 turbocompressé de 2,0 L de GM, développant un couple de 237 ch (177 kW) et 350 N m, a remplacé le moteur précédent en Chine et est devenu le nouveau moteur de base sur le marché nord-américain, rejoignant le V6. Un nouveau contrôleur rotatif pour le système Cadillac CUE a été ajouté, ainsi que des mises à jour du rétroviseur arrière et du levier de vitesse électronique de précision.

## Ventes
| Année civile | États Unis | Chine  |
| ------------ | ---------- | ------ |
| 2016         | 39 485     | 34 775 |
| 2017         | 68 312     | 63 588 |
| 2018         | 60 565     | 74 761 |